# Krîvorucikî, Șîșakî
Krîvorucikî (în ucraineană Криворучки) este un sat în comuna Prîșîb din raionul Șîșakî, regiunea Poltava, Ucraina.

## Demografie
Componența lingvistică a localității Krîvorucikî
     Ucraineană (95,74%)
     Rusă (4,26%)
Conform recensământului din 2001, majoritatea populației localității Krîvorucikî era vorbitoare de ucraineană (95,74%), existând în minoritate și vorbitori de rusă (4,26%).